# Jakub Veselý
Jakub Veselý (ur. 2 września 1986 w Šternberku) – czeski siatkarz grający na pozycji środkowego, reprezentant Czech.
Ma żonę Margaret i dwóch synów.

## Sukcesy klubowe
Liga czeska:
- 2004, 2005, 2007, 2019
- 2006, 2018, 2021

Puchar Top Teams:
- 2005

Puchar Czech:
- 2007, 2008, 2018, 2021, 2023[1]

Liga francuska:
- 2010, 2011

Liga włoska:
- 2012

## Sukcesy reprezentacyjne
Memoriał Huberta Jerzego Wagnera:
- 2011